# Альберто Суппічі (стадіон)
Стадіон Альберто Суппічі, офіційно — Муніципальний кампус «Професор Альберто Суппічі» (ісп. Campus Municipal «Profesor Alberto Suppici») — футбольний стадіон у місті Колонія-дель-Сакраменто, адміністративному центрі департаменту Колонія (Уругвай).

## Інформація
Розташований на Авеніда Рамбла Костанера. Названий на честь уродженця міста Колонія-дель-Сакраменто Альберто Суппічі, який в статусі головного тренера привів збірну Уругваю до перемоги на чемпіонаті світу 1930 року.
Стадіон є частиною великої інфраструктури клубу «Пласа Колонія», що включає безліч полів для підготовки молодих футболістів. За різними даними вміщує 10-12 тисяч глядачів.

## Історія
У 2003 році стадіон Альберто Суппічі, поряд з «Домінго Бургеньйо» (Мальдонадо) і «Сентенаріо» (Монтевідео), став однією з трьох арен, на яких пройшли матчі молодіжного чемпіонату Південної Америки (до 20 років). В Колонії-дель-Сакраменто відбулися 10 матчів групи B з участю збірних Аргентини (майбутній чемпіон), Колумбії, Парагваю, Чилі та Венесуели.